# Listă de clădiri din București
Aceasta este o listă a clădirilor mai importante din București, România, organizată alfabetic în interiorul fiecărei categorii.

## Biserici

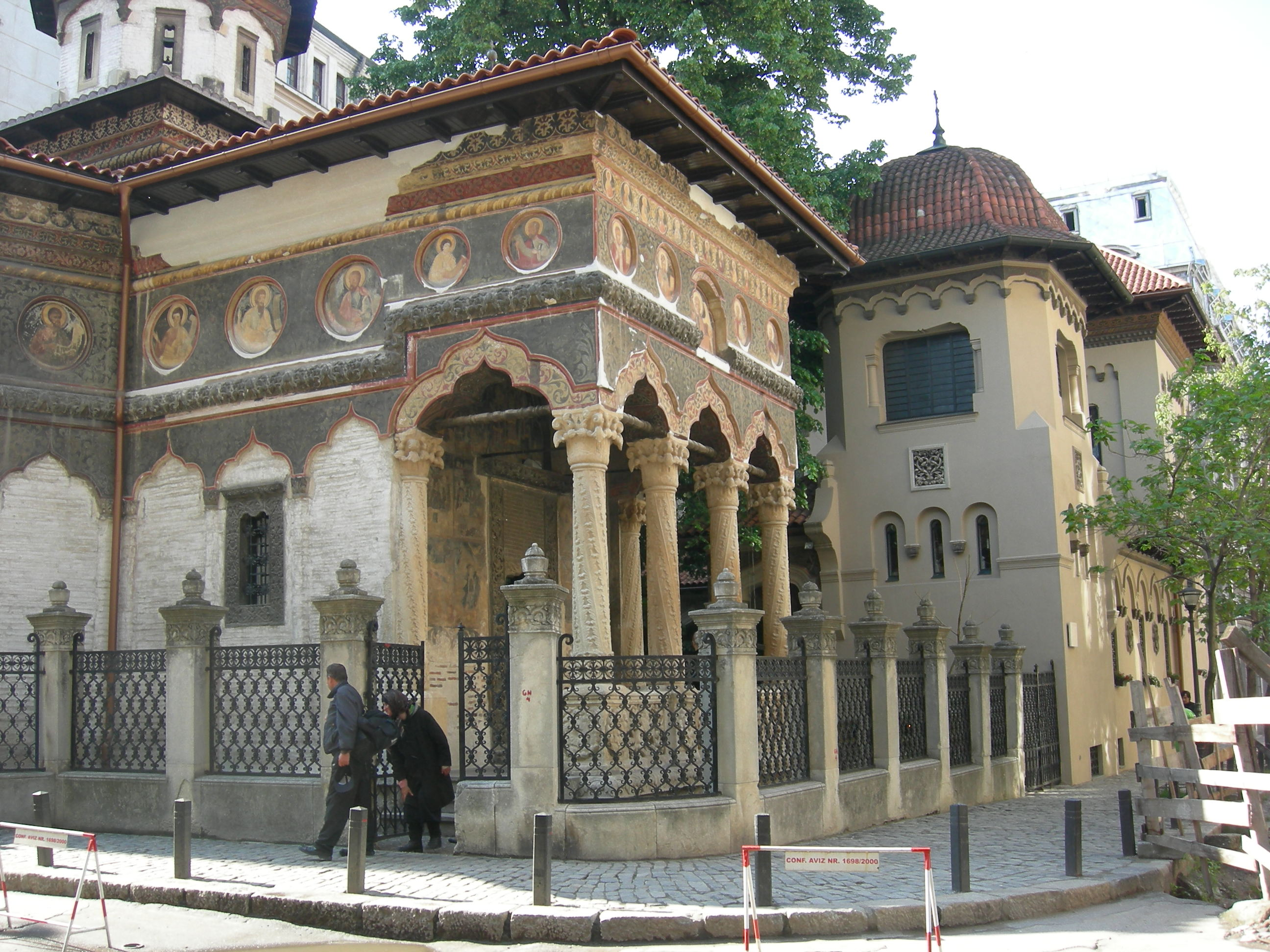
Biserica Stavropoleos

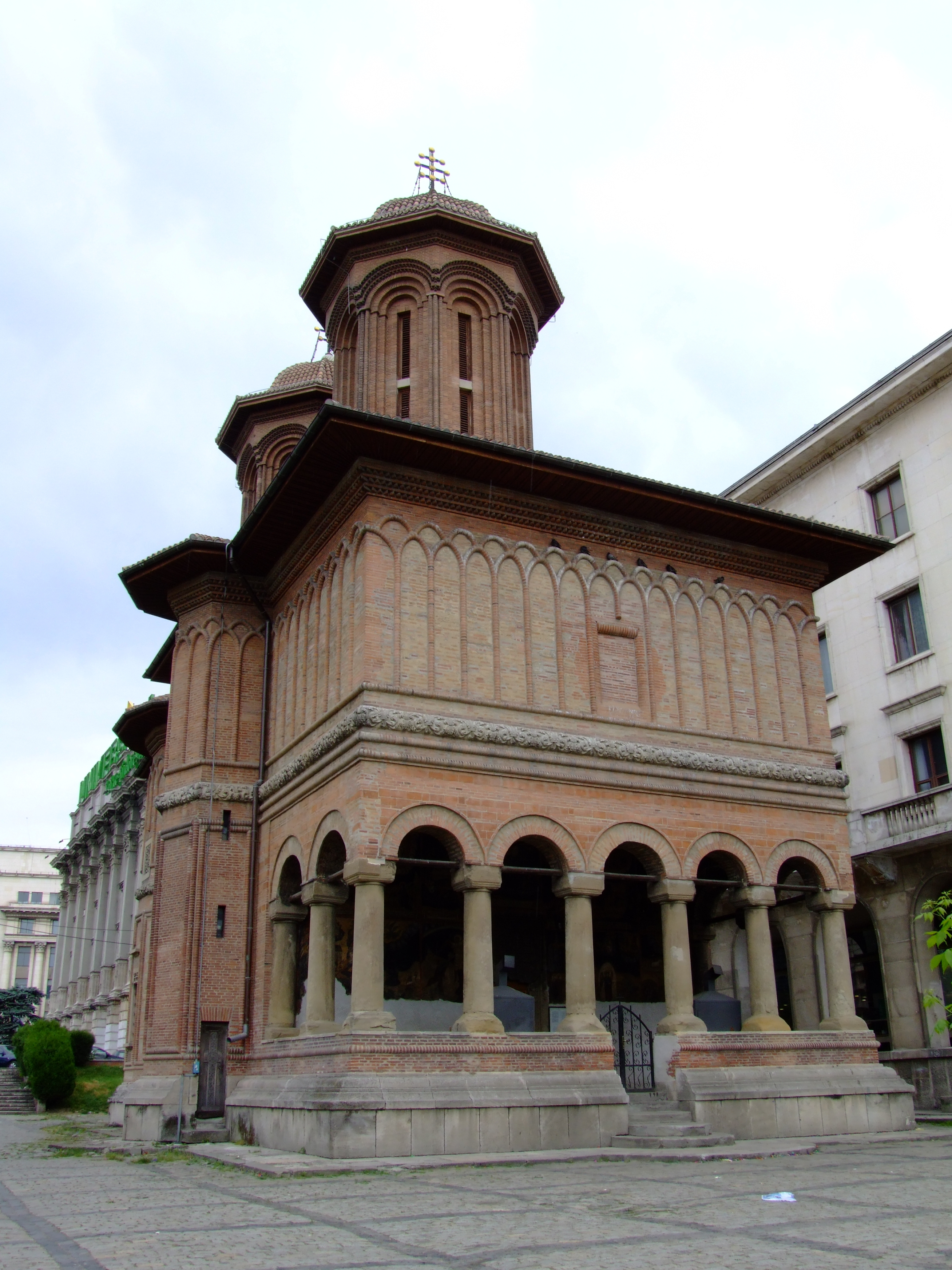
Biserica Kretzulescu

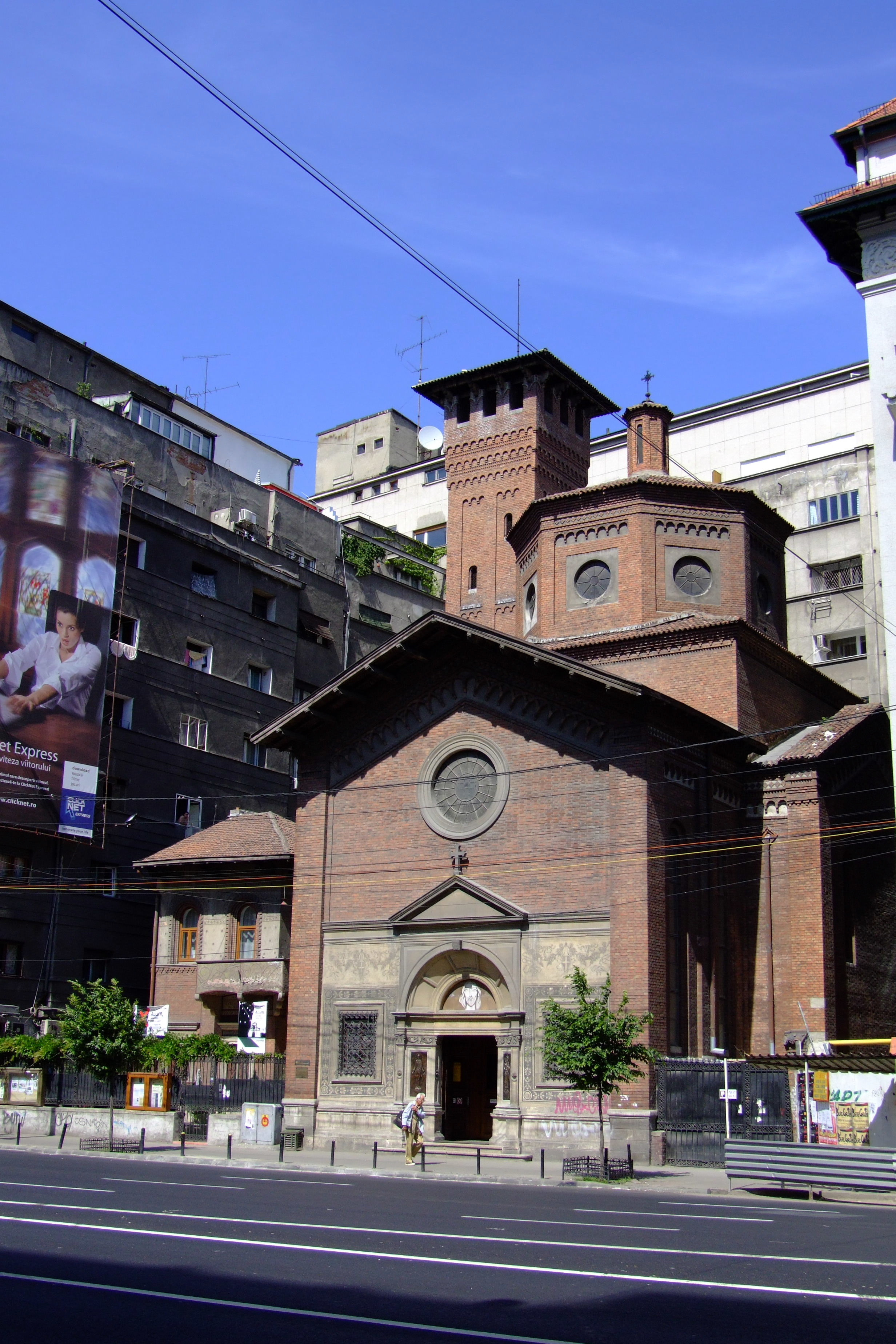
Biserica Italiană

Pentru mai multe detalii despre acest subiect, vedeți Listă de biserici din București.
- Biserica Anglicană
- Biserica Colțea
- Biserica Crețulescu
- Biserica Curtea Veche
- Biserica Cuțitul de Argint
- Biserica Doamnei
- Biserica Domnița Bălașa
- Biserica Icoanei
- Biserica Italiană
- Biserica Luterană
- Biserica Schitul Măgureanu
- Biserica Sfântul Elefterie Nou
- Biserica Sfântul Elefterie Vechi
- Catedrala Sfântul Iosif
- Biserica Sfântul Silvestru
- Biserica Rusă din București
- Biserica Stavropoleos
- Biserica Udricani
- Biserica Zlătari
- Catedrala Patriarhală
- Mănăstirea Antim
- Biserica Cașin

## Muzee
Pentru mai multe detalii despre acest subiect, vedeți Lista muzeelor din București.
- Muzeul de Artă Populară
- Muzeul de Artă Veche Apuseană
- Muzeul Național al Aviației Române
- Muzeul Colecțiilor de Artă
- Muzeul Curtea Veche
- Muzeul George Enescu
- Muzeul de Istorie și Artă al Municipiului București (Palatul Șuțu)
- Muzeul Național de Istorie Naturală „Grigore Antipa”
- Muzeul Literaturii Române
- Muzeul Național de Artă
- Muzeul Național Cotroceni
- Muzeul Național de Istorie
- Muzeul Pompierilor
- Muzeul Satului
- Muzeul Tehnic
- Muzeul Theodor Aman
- Muzeul Țăranului Român

## Universități
Pentru mai multe detalii despre acest subiect, vedeți Lista universităților din București.

## Clădiri istorice
- Palatul Universul
- Imobilul Societății Politehnica
- Blocul Creditul Minier
- Imobilul SUN
- Imobilul ARO (arhitect Horia Creangă)
- Hotel Ambasador[1]
- Casa Magistraților
- Blocul Wilson (Blocul Creditul Minier)
- Hotel Lido
- Hala Matache Măcelaru
- Hala Traian

## Ceainarii
- Bohemia Tea House
- Ceai la Cotroceni
- Green Tea

## Clădiri de birouri
- BRD Tower
- Bucharest Financial Plaza
- Casa Scânteii
- Cathedral Plaza
- City Gate
- Charles de Gaulle Plaza
- Europe House
- Floreasca City Center
- Sky Tower, cea mai înaltă clădire din România, parte din Floreasca City Center[2][3]
- Metropolis Center
- Millennium Business Center
- Euro Tower
- Nusco Tower
- Bucharest Business Park
- Floreasca Business Park
- The Lakeview
- Centrul de Afaceri Construdava
- City Gate

- America House[4]
- Băneasa Business and Technology Park[5]
- Băneasa Business Center[6]
- Blocul Bancorex[7][8]
- Bucharest Corporate Center[9]
- Bucharest Global Business Center[9]
- Cascade Office Building[4]
- Crystal Tower[10]
- Cubic Centre[11]
- Eliade Tower[12]
- Evocentre[13]
- Floreasca Business Center[14]
- HQ Victoriei[15][16]
- Iride Business Park[17]
- Jandarmeriei Office[9]
- Matrix BC[18]
- Opera Center I[19]
- Opera Center II[19]
- Otopeni Logistics[9]
- PGV Tower (actualul sediu al Bancpost)[20]
- Pipera Business Center[21]
- Pipera Office Building[22]
- Platinium Center[23]
- Premium Plaza
- Premium Point[24]
- River Place, parte din Sema Park
- Romanitza Center[18]
- S Park[25]
- Tower Center[4]
- Victoria Park[26]
- City Business Center[27]
- International Business Center - Modern, sediul Bursei de Valori București din zona Pieței Rosetti[28][29]

### Aflate în fază construcție
- Metroffice[30]
- Green Gate[31][32]

## Alte clădiri publice
- Academia Română
- Arcul de Triumf
- Ateneul Român
- Banca Națională a României
- Biblioteca Centrală Universitară
- Biblioteca Națională a României
- Casa Fotbalului
- Casa Vernescu
- Cercul Militar Național
- Circul de Stat
- Hanul lui Manuc
- Observatorul Astronomic din București
- Opera Națională Română
- Palatul Cotroceni
- Palatul Crețulescu
- Palatul de Justiție
- Palatul Parlamentului
- Palatul Primăriei Capitalei
- Palatul Telefoanelor
- Teatrul Național
- Sediul central CEC
- Spitalul Colțea
- Casa Fotbalului
- Tribunalul București